# 음력 2월 17일
음력 2월 17일은 음력 2월의 17번째 날이다.

## 문화
- 1954년 - 한국표준시가 동경 127도 30분을 기준으로 30분 환원됨. (양력 3월 21일. 오전 0시 30분이 오전 0시로 조정됨.)
- 2006년 - 대전 도시철도 1호선 판암 ~ 정부청사 구간 개통.
- 2022년 - 수도권 전철 4호선 중 진접선 구간이 개통되었다.

## 탄생
- 1964년 - 대한민국의 희극인 서승만.
- 1991년 - 네덜란드의 축구 선수 바니티 레베리사.
- 1992년 - 대한민국의 가수 산들 (B1A4).
- 1993년 - 대한민국의 래퍼 슈가 (방탄소년단).
- 1994년 - 중국의 래퍼 잭슨 (GOT7).

## 사망
- 1450년 - 조선 4대 국왕 세종. (율리우스력 3월 30일/그레고리력 4월 8일)

## 같이 보기
- 음력 360일: 1월 2월 3월 4월 5월 6월 7월 8월 9월 10월 11월 12월
- 전날:2월 16일 다음날:2월 18일 - 전달:1월 17일 다음달:3월 17일
- 양력:2월 17일
- 음력, 윤달